# Seuthopolis
Seuthopolis (bulgarisch Севтополис, altgriechisch Σευθόπολις ‚Stadt des Seuthes‘) war die Residenzstadt des Thrakerkönigs Seuthes III. Seuthopolis befindet sich ca. 5 km westlich der Stadt Kasanlak in Bulgarien.

## Geschichte
Seuthopolis lag etwa drei Kilometer südlich des heutigen Ortes Koprinka, nahe Kasanlak an der Mündung des Flusses Goljama Warowiza in der Tundscha. Nach Ansicht der Ausgräber wurde die Stadt im späten 4. Jahrhundert v. Chr. nach dem Vorbild griechischer Poleis von den Thrakern erbaut und bestand bis in die 260er Jahre v. Chr. Das fünfeckige Stadtgebiet von Seuthopolis wurde von einer 890 m langen Stadtmauer umschlossen und umfasste fünf Hektar. An der Agora befand sich ein Dionysostempel, auf der Agora ein Altar. Im Nordteil von Seuthopolis, umgeben von einer eigenen Mauer, befand sich eine befestigte Anlage, wohl die Residenz Seuthes’ III.
Die Stadt verfügte, nach den zahlreichen gefundenen Amphorenstempeln zu urteilen, über weitreichende Handelsbeziehungen, das Handwerk (Töpferei und Metallverarbeitung) war gut entwickelt. Die Stadt prägte eigene Münzen.

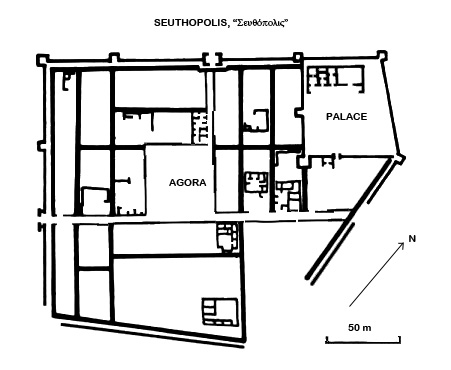
Seuthopolis

Die Ruinen der Stadt wurden 1948 im Zuge der Bauarbeiten zum Georgi-Dimitrow-Damm (heute Koprinka-Stausee) entdeckt und bis zu dessen Fertigstellung erforscht. Trotz des sensationellen Fundes wurden der Damm, der ein Prestigeprojekt der bulgarischen Kommunisten war, fertiggestellt und die Ruinen unter Wasser gesetzt. Um die Unabhängigkeit von Griechenland zu betonen, wurde aus der Stadt die Hauptstadt der Odrysen und die einzige Stadt, die nicht auf griechische Initiative, sondern von griechischen Handwerkern im Auftrage odrysischer Eliten errichtet wurde. Inzwischen gilt diese Deutung als Ausdruck des „Nationalismus, der Romantik und der Glorifizierung der thrakischen Vergangenheit  in der bulgarischen Archäologie“.
Im Herbst 2008 wurde ein Plan veröffentlicht, die Ruinen der Stadt mittels eines um sie herum gebauten Betonrings wieder trockenzulegen und so Archäologen und Besuchern wieder zugänglich zu machen. Zur Ausführung dieses Planes kam es bis heute nicht.
Seit 2005 ist die Stadt Namensgeber für den Sevtopolis Peak auf Greenwich Island in der Antarktis.